# Estación de Chardon-Lagache
Chardon-Lagache es una estación del metro de París situada al oeste de la capital, en el XVI Distrito. Forma parte de la línea 10 situándose dentro del bucle de Auteuil.

## Historia
Fue inaugurada el 30 de septiembre de 1913 con la llegada de la línea 8, que se convirtió en la actual línea 10 tras la reorganización de varias líneas realizada en 1937. 
Debe su nombre al médico Pierre Chardon, figura local conocida como el "médico de los pobres" de Auteuil. En 1857, su hijo Pierre-Alfred Chardon, tras amasar una gran fortuna, pudo abrir una residencia de ancianos para la gente con menos recursos y seguir así con la labor de su padre. 

## Descripción
Integrada en el bucle de Auteuil esta estrecha estación sólo dispone de un andén curvado y de una vía ya que sólo es posible dirigirse en una dirección la de Gare d'Austerlitz.
En bóveda y de diseño absolutamente clásico ha sido recientemente renovada dotándola de un sistema de iluminación que recorre el único andén proyectando la luz hacia la bóveda. El predominio de azulejos blancos sólo se rompe en el zócalo de la pared que es de color verde. Luce también nuevos asientos modelo smiley de color naranja, tienen forma de cuenco inclinado para que parte del mismo pueda hacer de respaldo y en el fondo poseen un hueco en forma de sonrisa.